# Roy Sedoc
Roy Sedoc (Paramaribo, 27 maart 1954) is een Nederlandse oud-atleet van Surinaamse afkomst.

## Biografie
Sedoc, die in 1971 vanuit Suriname in Nederland was beland, was in de jaren zeventig van de 20e eeuw succesvol bij het hink-stap-springen en het verspringen. In 1973 werd hij op de Europese kampioenschappen voor junioren in Duisburg elfde bij het verspringen (7,19 m) en zevende bij het hink-stap-springen (15,39). In 1974 sprong hij met 15,84 een nationaal hink-stap-record, dat hij nog in datzelfde jaar verbeterde tot 16,01. Hiermee werd hij de eerste Nederlandse hink-stap-springer die de zestien-metergrens bedwong.
In de tweede helft van de jaren zeventig was hij in Nederland op hink-stap-springen de te kloppen man. Meer dan dertig jaar later (peildatum aug. 2014) is hij met zijn 16,01 nog altijd de op vier na beste Nederlandse hink-stap-springer ooit en zijn sprong van 15,10 uit 1973 staat nog steeds genoteerd als baanrecord van zijn club AAC in Amsterdam. In een periode van negen jaar veroverde Sedoc op beide springnummers in totaal negentien nationale titels.
Roy Sedoc was vervolgens actief als trainer. Zijn zoons Gregory, Jermaine en Randy volgden hem in de atletiek. Zijn jongste zoon Valéry werd voetballer. Op 29 september 2007 vond in Amstelveen een unieke gebeurtenis plaats bij het Nederlands kampioenschap 4 x 100 m estafette. Het goud werd bij die gelegenheid gewonnen door het team van AAC, bestaande uit de vier broers Sedoc. Vader Roy fungeerde als coach. De prestatie werd gemeld bij het Guinness Book of Records.
Eind oktober 2007 is Sedoc, na een verblijf van 36 jaar in Nederland, teruggekeerd naar zijn geboorteland Suriname.

## Nederlandse kampioenschappen

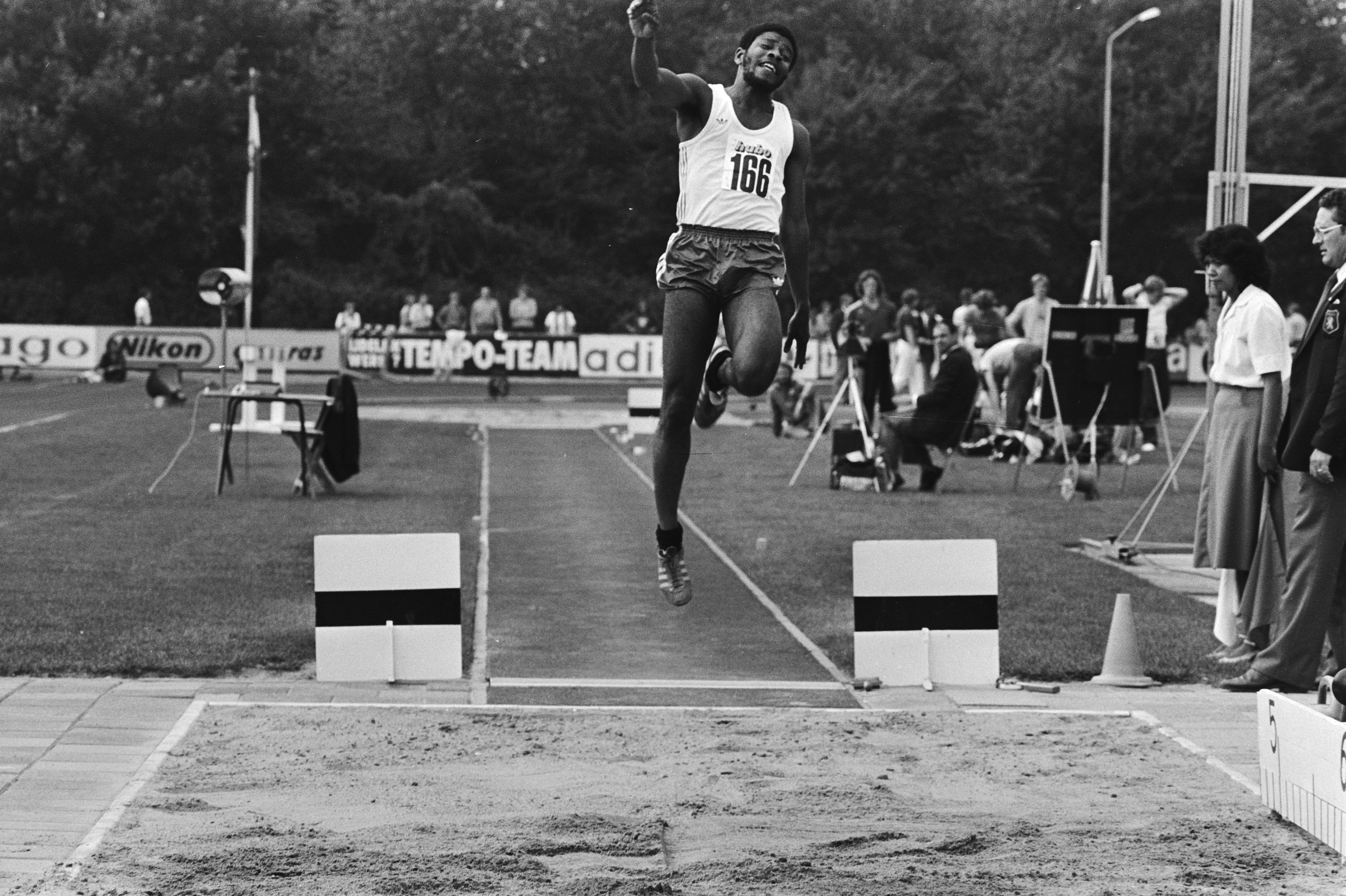
Roy Sedoc bij de NK in 1980.

Outdoor
| Onderdeel          | Jaar                               |
| ------------------ | ---------------------------------- |
| verspringen        | 1974, 1976, 1979                   |
| hink-stap-springen | 1973, 1974, 1976, 1978, 1979, 1980 |

Indoor
| Onderdeel          | Jaar                               |
| ------------------ | ---------------------------------- |
| verspringen        | 1976, 1978, 1979, 1981             |
| hink-stap-springen | 1973, 1974, 1976, 1978, 1979, 1981 |

## Persoonlijke records
Outdoor
| Onderdeel          | Prestatie       | Datum            | Plaats   |
| ------------------ | --------------- | ---------------- | -------- |
| hink-stap-springen | 16,01 m (ex-NR) | 23 juni 1974     | Aarhus   |
| verspringen        | 7,81 m          | 22 augustus 1976 | Den Haag |

Indoor
| Onderdeel          | Prestatie       | Datum           | Plaats |
| ------------------ | --------------- | --------------- | ------ |
| hink-stap-springen | 15,76 m (ex-NR) | 31 januari 1976 | Arnhem |
| verspringen        | 7,55 m (ex-NR)  | 3 februari 1979 | Zwolle |

## Onderscheidingen
- Unie-erekruis in goud van de KNAU - 1984